# لاندون ميلبورن
لاندون ميلبورن (بالإنجليزية: Landon Milbourne)‏ مواليد 29 يونيو 1987 في سالزبوري، هو لاعب كرة سلة أمريكي. بدأ مسيرته الاحترافية في سنة 2010. يحمل الرقم 25. يبلغ طوله 6 قدم 7 بوصة (2.0 م).

## المسيرة الاحترافية
لعب مع ليموج سي إس بي في الدوري الفرنسي في موسم 2011–2012، ثم لعب مع نادي بانيونيس لكرة السلة من سنة 2012 إلى 2014، ثم لعب مع بستويا باسكت 2000 في موسم 2014–2015، ثم لعب مع سان سباستيان غيبوثكوا بي سي في الدوري الإسباني في موسم 2015–2016.

## روابط خارجية
- لاندون ميلبورن على موقع الدوري الإسباني لكرة السلة (الإسبانية)
- لاندون ميلبورن على موقع كرة السلة الأوروبية.كوم (الإنجليزية)
- لاندون ميلبورن على موقع DraftExpress.com (الإنجليزية)
- لاندون ميلبورن على موقع كلية كرة السلة في سبورتس رفرنس.كوم (الإنجليزية)
- لاندون ميلبورن على موقع ريلجم (الإنجليزية)
- لاندون ميلبورن على موقع بروبوليرز (الإنجليزية)
- لاندون ميلبورن على موقع سبورتس رفرنس (الإنجليزية)